# Emydocephalus ijimae
Emydocephalus ijimae är en ormart som beskrevs av Stejneger 1898. Emydocephalus ijimae ingår i släktet Emydocephalus och familjen giftsnokar och underfamiljen havsormar. Inga underarter finns listade i Catalogue of Life.
Arten förekommer i havet nära kusten vid södra Japan (främst kring Ryukyuöarna), Taiwan och sydöstra Kina. Individerna dyker vanligen till ett djup av 40 meter. Havsgrunden kännetecknas av klippor och korallrev. Emydocephalus ijimae äter uteslutande fiskrom. Enligt ett fåtal studier parar sig honor för första gången under andra eller tredje sommaren efter födelsen. Hos arten sker ingen äggläggning. Ormens bett är giftigt.
Aktiviteter som har negativ påverkan på korallreven drabbar även ormen. I området registrerades olika korallsjukdomar. I lämpliga habitat är Emydocephalus ijimae fortfarande vanligt förekommande. IUCN kategoriserar arten globalt som livskraftig.